# Thupten Jinpa
 

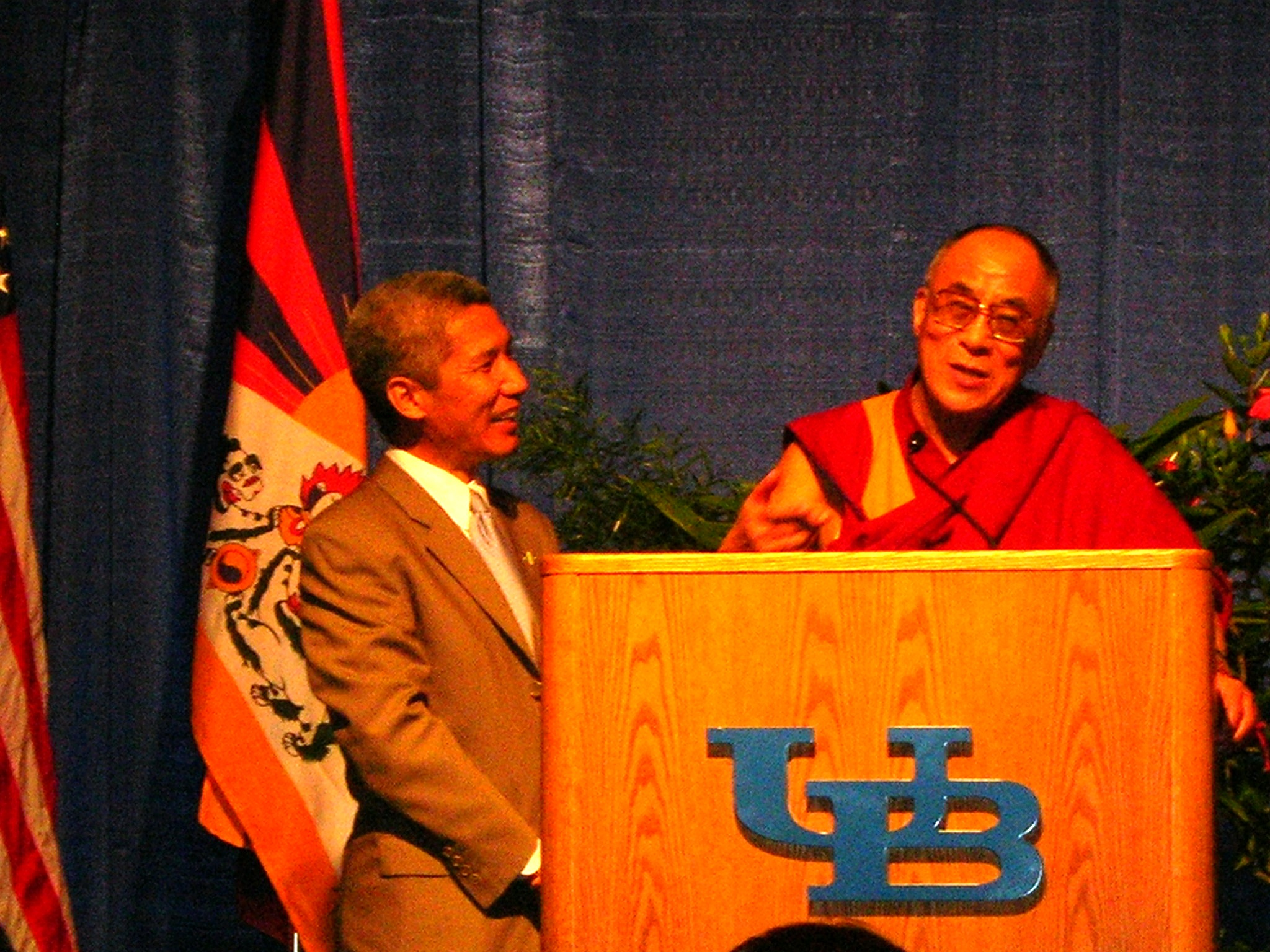
Dalai Lama (derecha) con Thupten Jinpa (izquierda) (18 de septiembre de 2006).

Thupten Jinpa Langri (nacido en 1958) es un sabio budista tibetano, ex monje y académico de estudios religiosos y filosofía oriental y occidental. Ha sido el principal traductor de inglés del Dalai Lama desde 1985. Ha traducido y editado más de diez libros del Dalai Lama, incluidos El mundo del budismo tibetano ( Wisdom Publications, 1993), Un buen corazón: Una perspectiva budista de las enseñanzas de Jesús (A Good Heart: A Buddhist Perspective on the Teachings of Jesus) (Wisdom Publications, 1996) y The New York Times, y Ética para el nuevo milenio (Riverhead, 1999), un superventas según el New York Times.
Thupten Jinpa Langri, nacido en el Tíbet en 1958, tuvo su primera formación como monje en el Monasterio Zongkar Choede en Hunsur, en las proximidades de Mysore, Karnataka, en el sur de la India. Tras ello, se unió a la universidad monástica Shartse College of Ganden en Mundgod, Karnataka, al sur de la India, donde recibió el grado de Gueshe Lharam . Enseñó durante cinco años epistemología budista, metafísica, filosofía del Camino Medio y psicología budista en Ganden. Jinpa también tiene una licenciatura cum laude en Filosofía Occidental y es doctor en Estudios Religiosos, ambos  por la Universidad de Cambridge, Reino Unido.
De 1996 a 1999 trabajó como investigador invitado en el Smith Research en Religión Oriental en Girton College, Cambridge. En la actualidad ha establecido el Instituto de Clásicos Tibetanos, del que es presidente y editor en jefe de la serie de traducción del instituto Clásicos en el Tíbet (Classics in Tíbet). Es asimismo miembro del consejo asesor del Instituto por la mente y la vida (Mind and Life Institute), dedicado a fomentar el diálogo creativo entre la tradición budista y la ciencia occidental.
Ha trabajado como investigador invitado en el Instituto de Stanford para la Neuroinnovación y las Neurociencias Traslacionales de la Universidad de Stanford.
Geshe Thupten Jinpa ha escrito numerosos libros y artículos. Entre los mismos, cabe destacar sus últimos trabajos: Canciones tibetanas sobre experiencias espirituales (coeditado con Jas Elsner) y Self, Reality and Reason in Tibetan Thought: Tsongkhapa's Quest for the Middle View .